# 熊本市交通局8800形電車
熊本市交通局8800形電車（くまもとしこうつうきょく8800がたでんしゃ）は、熊本市交通局（熊本市電）に在籍する路面電車車両である。
熊本市電において1980年代から90年代初めにかけて導入が続いた全金属製ボギー車の一つ。1988年（昭和63年）に2両製造され、1993年（平成5年）には車体デザインをレトロ調に改めた1両が増備された。

## 導入の経緯
1982年（昭和57年）、熊本市電では1960年（昭和35年）以来となる新造車として、日本初のVVVFインバータ制御車8200形が製造された。同形式の導入は2両にとどまったが、続いて1985年（昭和60年）と翌年に2両ずつ、旧型車の機器を流用した車体更新車として8500形が登場した。
8500形に続いて、車体更新車ではなく8200形と同様のVVVFインバータ制御車の新造車として導入されたのが本形式である。メーカーはアルナ工機で、車両価格は9160万円。1988年（昭和63年）12月28日付で2両 (8801・8802) が竣工した。導入年は熊本市制100周年にあたり、これを機に国際交流を高める狙いから、8800形2両は国際交流電車として製造された。そのため熊本市の姉妹・友好都市であるサンアントニオ（アメリカ合衆国）と桂林（中華人民共和国）の名がそれぞれ愛称として付けられている。
8800形2両に続く新造車は1992年（平成4年）に導入されたが、車体構造の異なる別形式9200形となった。翌1993年（平成5年）、1994年の市電開業70周年ならびに93年秋の地方博覧会「火の国フェスタ・くまもと'93」開催にあわせてイメージアップを図るべくレトロ調電車101号が製造された。この101号は9200形をベースにした車体や機器を備えるが、9200形ではなく8800形の1両とされた。8801・8802号と同様アルナ工機製で、1993年9月21日付で竣工。23日に出発式を挙行し24日から営業運転に投入された。車両価格は9200形よりも6割増の1億6190万円である。
以上2度にわたる投入により、8800形は8801・8802・101の3両となった。以後本形式の増備は行われていない。

## 車体構造
8801・8802号とレトロ調電車101号では車体構造が大きく異なる。以下、両者を分離して記述する。

### 8801・8802

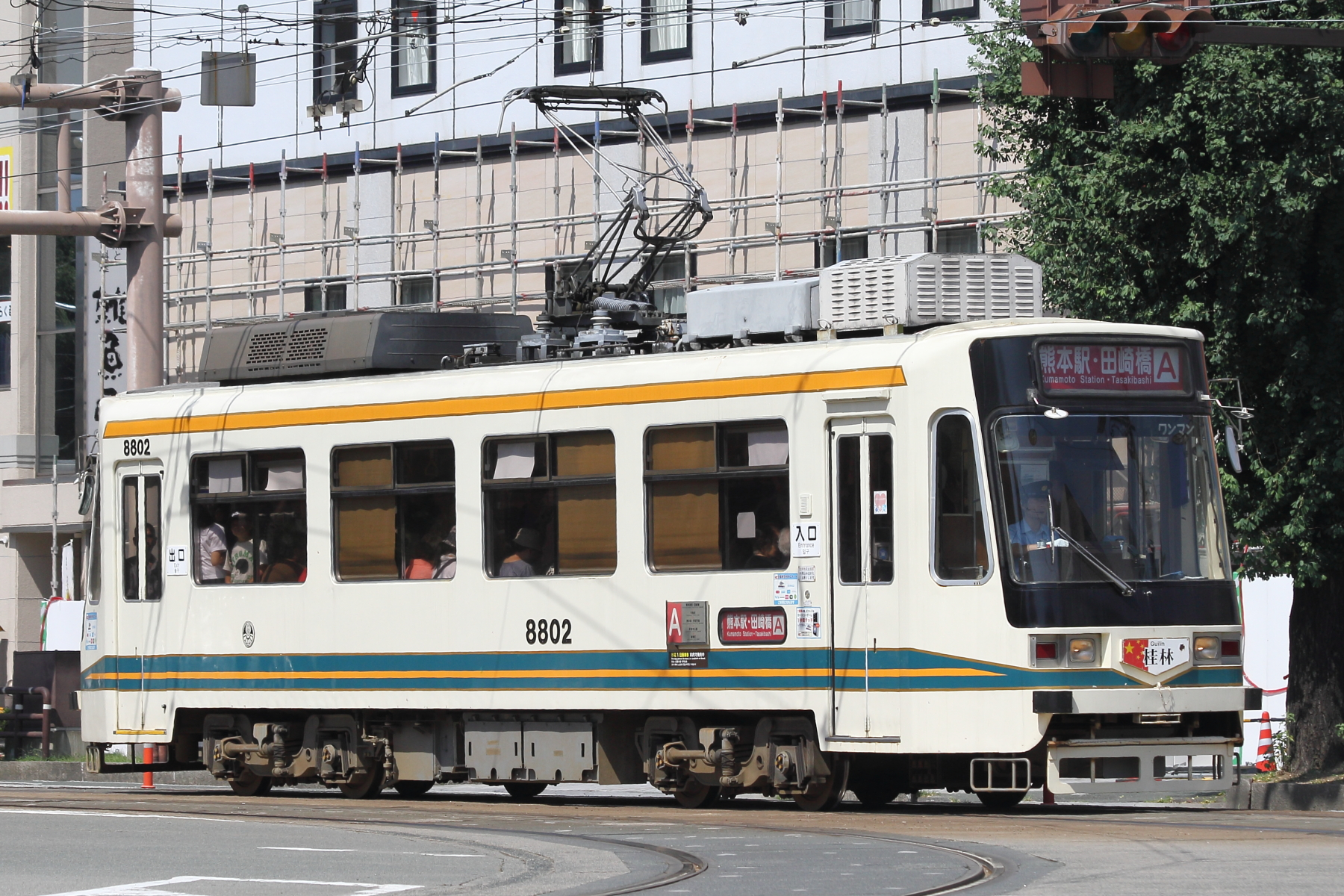
8802号・桂林号（2016年）

8800形8801・8802号は全金属製車体を持つボギー車である。最大寸法は長さ13.70メートル、幅2.36メートル、車体高さ3.21メートル・パンタグラフ折りたたみ高さ3.85メートル。自重は19.0トン。
8200形・8500形とは大きく異なった、全体に曲線的な車体が外観の特徴。前面形状は、正面窓に大型曲面ガラスを用い、窓上の大型行先表示器周辺を含めて当時流行したブラックフェイスで覆ったデザインである。前面窓の傾斜角は11.2度。前面窓下には角型の前照灯（内側）と尾灯（外側）を左右に1組ずつ配置し、左右の前照灯の間（中央部）に愛称表示板を取り付けている。8500形までの車両にあった前面の系統表示板は省略されており、系統番号は行先表示器に併記される。
側面形状も8200形・8500形から大きく変更されており、乗車口が中央部から後部に移された、すなわちドア位置が車体の前後となった点が特徴である。混雑時の乗客の流れを円滑にする目的で採用されたドア配置であり、熊本市電の2扉ボギー車では1969年まで在籍した170形（後の長崎電気軌道600形）以来の採用例であるが、他の車両は中乗り方式であることから停留場で待つ乗客を迷わせるという欠点があり、次の9200形からは元のドア配置に戻っている。ドアは4か所とも幅85.0センチメートルの折り戸。ドア部分の高さはレール上面50センチメートルで、1段のステップで車内（床面高さ81.5センチメートル）に上がる。また乗車口左手に系統番号併記の行先表示器を設ける。
側面窓は、前後のドア間に横185センチメートル・縦101センチメートルの大型窓が4枚ずつ並ぶ。これらの窓は下部は固定、上部は引き違い式で可動の二段窓であるが、窓枠をライトブロンズで仕上げ外観上大型窓のイメージを強調させている。ガラスには熱線吸収ブロンズガラスを用いる。
車体塗装はアイボリーを基調に緑色の帯を巻いたデザインで、それに加えてそれぞれ愛称にちなんだアクセントを配する（下記#愛称の設定で詳述）。
車内のうち両端の運転台を除いた客室の長さは11.1メートルである。座席については、8200形・8500形で採用された1人掛けのクロスシートが廃止され、左右1列ずつのオールロングシートに改められた。座席の長さは7.74メートルで、配置は左右対称ではなくそれぞれ乗車口側に若干寄っている。また立席客の安全対策として天井中央に握り棒が新設された。定員は座席36名・立席36人の計72人。

### 101

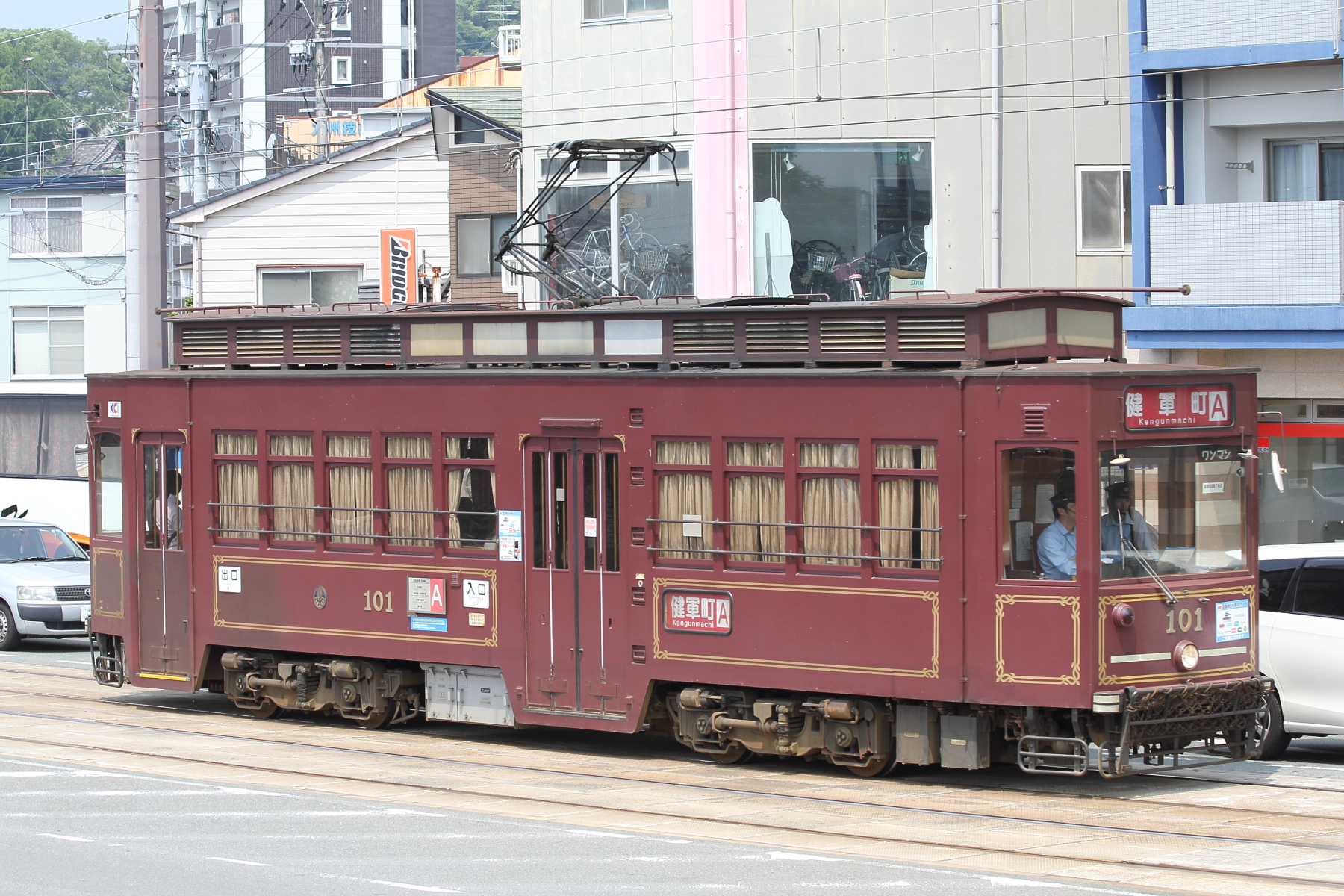
レトロ調電車101号（2015年）

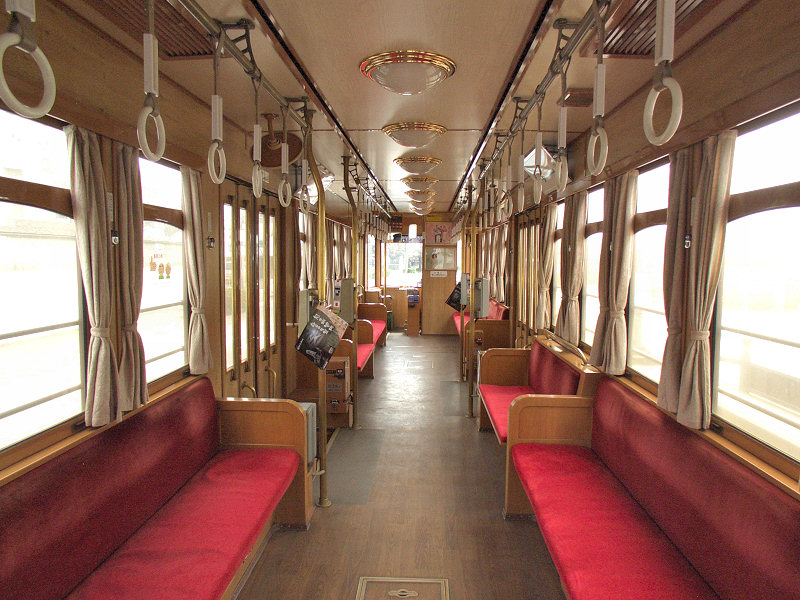
101号の車内

レトロ調電車の8800形101号は、上記2両ではなく9200形に準じた車両である。最大寸法は長さ13.50メートル、幅2.36メートル、高さ3.85メートルで9200形と同一。自重は19.0トン。
車体は箱型（ただし車両限界の関係で両端を絞り込んである）で、小豆色の塗装に金モールを張り付け、さらに明治から大正にかけての路面電車車両のイメージである二段屋根（モニタールーフ）、トロリーポール、救助網を取り付けてレトロ調を演出する。ただし二段屋根の部分は屋根上機器の目隠しの役目はあるが通風・採光機能はなく、ポールも集電に用いられない（ダミーポール）。
側面ドアは左右非対称の配置であり、進行方向に向かって左側では車体前部と中央部やや後ろ寄り、右側では車体後部と中央部やや前寄りにある。熊本市電では原則として進行方向左手に停留場ホームがあることから、中扉が乗車口、前扉が降車口となる（後乗り前降り）。乗車扉は幅130センチメートルで両開き4枚折り戸、降車扉は幅85センチメートルで2枚折り戸を採用。側窓は幅73センチメートルの小型窓をドア間に5枚ずつ、その反対側には4枚ずつ配し、運転台脇部分にも1枚ずつ取り付けている。
前照灯は前面窓下中央に1灯のみ配置し、その左上に尾灯を設ける。行先表示器は前面窓上と側面中央扉右窓下に設置。側面の行先表示器については9200形と同様に8801・8802号よりも大型化されており、新造当初の方向幕には途中経由地も併記するものが使用されていた。
車内は9200形と同様のロングシートで、ドア間に長さ1.3メートル（中央側）および2.15メートル（前側）の座席を、ドア間の反対側に長さ3.35メートルの座席をそれぞれ配置する。ドア間の座席のうち短い座席（乗車口左手ないし対面にあたる）は2か所とも折りたたみ式になっており、折りたたんで車椅子スペースとすることも可能。定員は座席30人・立席42人の計72人。車内のレトロ調の演出のため、木目調の化粧板・床板や木製の袖仕切り、丸型の照明灯、牛革製のつり革、真鍮製のパイプ類などを使用する。

## 主要機器
機器類は8801・8802号と101号で大きな差はない。

### 台車
台車は、8801・8802号が住友金属工業製FS-89形、101号がその改良型であるFS-89B形を装着する。ボルスタアンカー付きのインダイレクトマウント台車で、枕ばねに上下動オイルダンパー併用のコイルばねを用い、シェブロンゴム式軸箱支持方式を採用する。FS-89B形のみ、防音車輪を採用し、さらに保守性向上のためブレーキシリンダーが台車枠内側ではなく外側に取り付けられている（4シリンダー方式）。軸距は1,626ミリメートル、車輪径は660ミリメートルである。

### 主電動機・制御装置
主電動機・制御装置ともに三菱電機製である。
主電動機はMB-5016-B形かご形三相誘導電動機を1両あたり2基搭載する。主要諸元は1時間定格出力50キロワット、定格電圧440ボルト、定格電流89アンペア、定格周波数53ヘルツ。駆動装置はWN駆動方式であり、各台車片側の軸のみ駆動する。歯車比は6.54。8200形の直角カルダン駆動による1モーター2軸駆動方式から大きく変更されており、8200形よりも札幌市電8500形に近いシステムになっている。
制御方式は電圧形PWMインバーターを用いたVVVFインバーター方式を採用し、1つのインバーターで2つの主電動機を制御する（1C2M方式）。8200形や札幌市電8500形とは異なりスイッチング素子にGTOサイリスタを使用する。装置形式は8801・8802号がMAP-052-60VD22、101号は9200形と同じMAP-052-60VD35。
その後2014年度（平成26年度）に、101号に限り9200形と同種のインバータ装置更新工事を受け、スイッチング素子にIGBTを用いる電圧形PWMインバーターの三菱電機製MAP-121-60VD155形に載せ替えられた。
運転台の制御器は8200形と同様にKL-140B形を使用する。

### ブレーキシステム

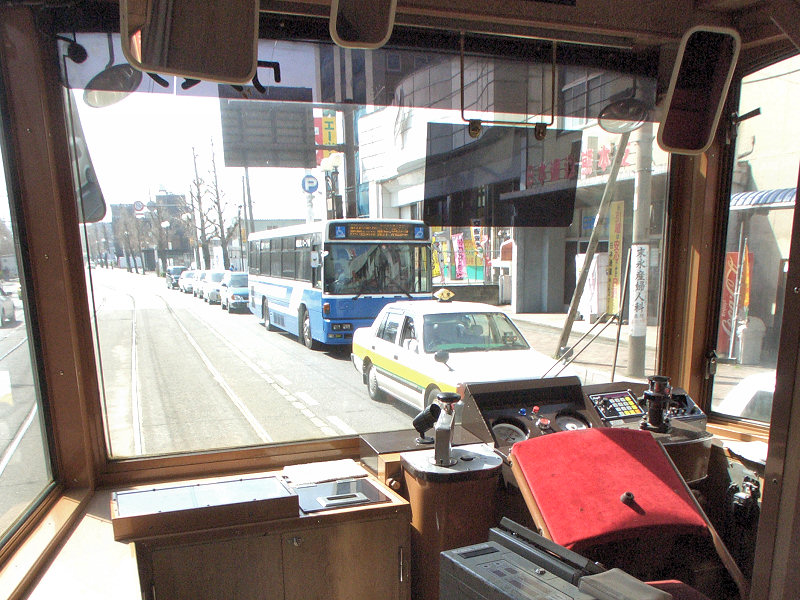
101号の運転台
左手に制御器、右手にブレーキ弁を配置。

ブレーキは三菱電機が開発した、SME-R形電制併用直通空気ブレーキを使用する。8200形から採用されたブレーキで、SME形直通ブレーキに電気ブレーキ（回生ブレーキまたは回生失効時のみ発電ブレーキ）を組み合わせたシステムである。運転台のブレーキ弁を操作すると、その操作角度にあわせて直通管に空気圧が生じ（セルフラップ式ブレーキ弁）、それがアクチュエーターおよびSME-R作用装置へ入力される。このブレーキ指令は荷重条件を加味してブレーキ量を出力する。このとき動軸では電気ブレーキが作用し、この作用量はSME-R作用装置へフィードバックされ空気ブレーキ圧力を減ずる。これらのブレーキ機構のほか、空気ブレーキによる保安ブレーキも別系統で設置する。
台車設置の基礎ブレーキ装置は、8200形では油圧式ディスクブレーキであったが、本形式では一般的な片押し式踏面ブレーキを採用する。

### 屋根上機器
集電装置は東洋電機製造製のZ型パンタグラフPT110-BZ形を設置。冷房装置は8500形から採用された、三菱電機製CU77N形インバーター式冷房（冷房能力2万4,000キロカロリー毎時）を設置する。パンタグラフを挟んで反対側にはSIVインバーター装置による補助電源装置がある。同装置は架線電源を変換して冷暖房装置や照明類などに電気を供給している。
集電装置については、8801号に限りシングルアームパンタグラフに置き換えられている（2014年11月時点）。

## 愛称の設定
前述の通り、8801・8802号は熊本市制100周年記念の国際交流電車として導入されたことから、両車には熊本市の姉妹・友好都市の名が愛称として付けられている。
8801号「サンアントニオ号」
8801号はアメリカ合衆国テキサス州・サンアントニオにちなみ「サンアントニオ号」と命名された。命名式は車両がメーカーから到着したばかりの1988年（昭和63年）12月18日に行われ、来日したサンアントニオ市長が愛称板を車体に取り付けた。車体塗装の馬蹄型となった緑帯はアラモ砦をイメージしたものという。運行当初、車内には都市の紹介写真が掲げられ、テープによる車内放送でも英語での電停案内が行われた。
8802号「桂林号」
8802号は中華人民共和国桂林市にちなみ「桂林号」と命名された。車両の運行開始後もしばらく命名待ちの状態であったが、熊本市制100周年関係の行事で桂林市から代表団が来日したため1989年（平成元年）7月29日に命名式が行われた。車体塗装の帯色は青緑・金・オレンジの3色で、桂林市の自然をイメージしたものという。なお命名までの7か月余りは暫定的にアイボリーに緑帯の塗装で運転されていた。
「サンアントニオ号」と同様、運行開始当初は車内に都市の紹介写真が掲げられ、中国語による電停案内も行われていた。
8801・8802号に続いて1992年（平成4年）に導入された9200形9201号も国際交流電車に選ばれ、姉妹都市ドイツ・ハイデルベルクにちなみ「ハイデルベルク号」と命名されている。

## 運用と改造

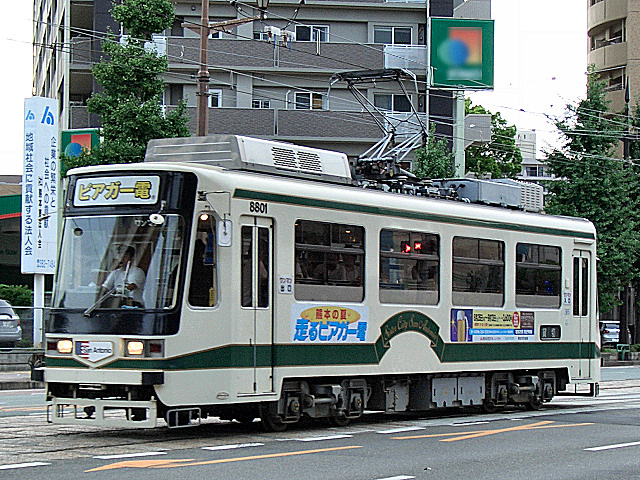
「ビアガー電」仕様の8801号（2008年）

本形式は他のボギー車と共通の運用によって運転されており、1997年以降に登場した超低床電車（9700形・0800形）のように固定ダイヤがあるわけではない。ただしレトロ調電車101号に関しては、貸切予約がある場合には優先的に配車されるようになっている。
特徴的な運用として、夏のビール電車「ビアガー電」がある。市電のイメージアップと増収を目的に2006年（平成18年）より毎年夏季に運行されており、8801号が車内改装の上で充当される。「ビアガー電」仕様の内装は、座席を取り外した上で窓側にカウンターと28席の椅子を設け、さらに車内灯をスポットライトに取り替える、というもの。ただし熊本地震の影響で2016年・17年は運転されていない。これとは別に、2008年（平成20年）12月から翌年1月末まで、市中心部のライトアップイベントの一環としてレトロ調電車101号をLED照明で装飾した「イルミネーション電車」が運行された。同様の電車はその後も冬季に運行されることがある。
新造後の改造点には、以下のような他形式と共通のものが挙げられる。
- 無線機器設置 - 1991年（平成3年）4月からの列車無線導入に伴う[25]。
- 乗降口へのカードリーダー設置 - 1998年（平成10年）3月からの乗車カード「TO熊カード」導入に伴う[11]。
- 常時記録型ドライブレコーダー設置 - 2010年度（平成22年度）施工[26]。
- 方向幕更新 - 2011年（平成23年）3月の系統名変更ならびにラインカラー設定に伴う。A系統が赤、B系統が青、その他臨時系統が黄色とされ、それぞれ色付き方向幕に変更[21]。
- ICカードリーダー設置 - 2014年（平成26年）3月のICカード乗車券「でんでんnimoca」導入に伴う[27]。

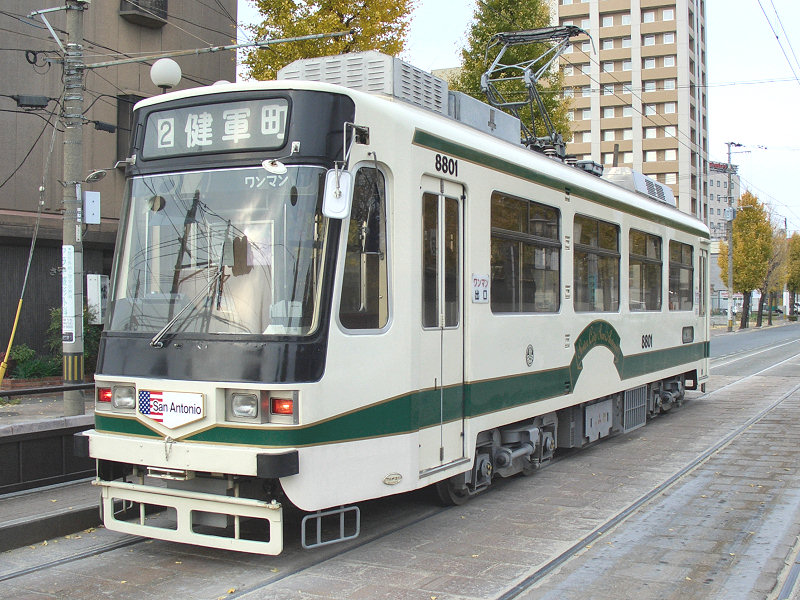
8801号（2007年）
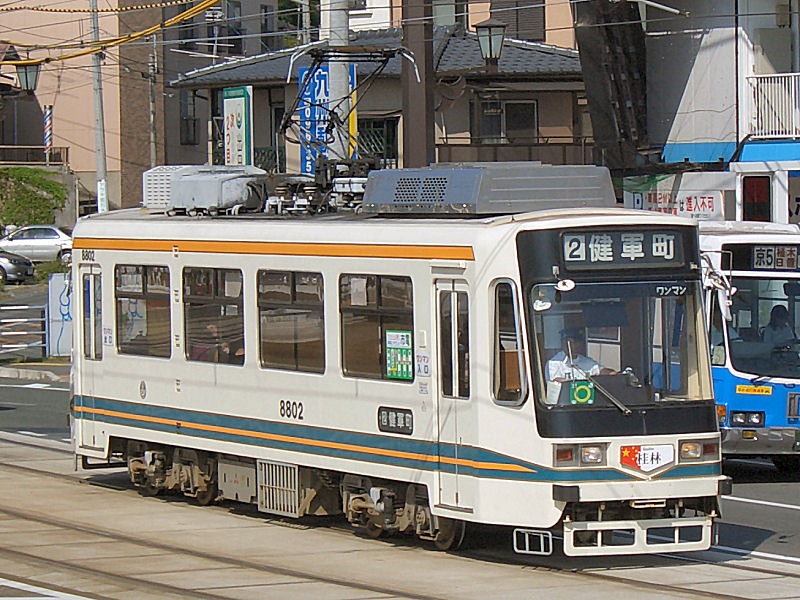
8802号（2006年）
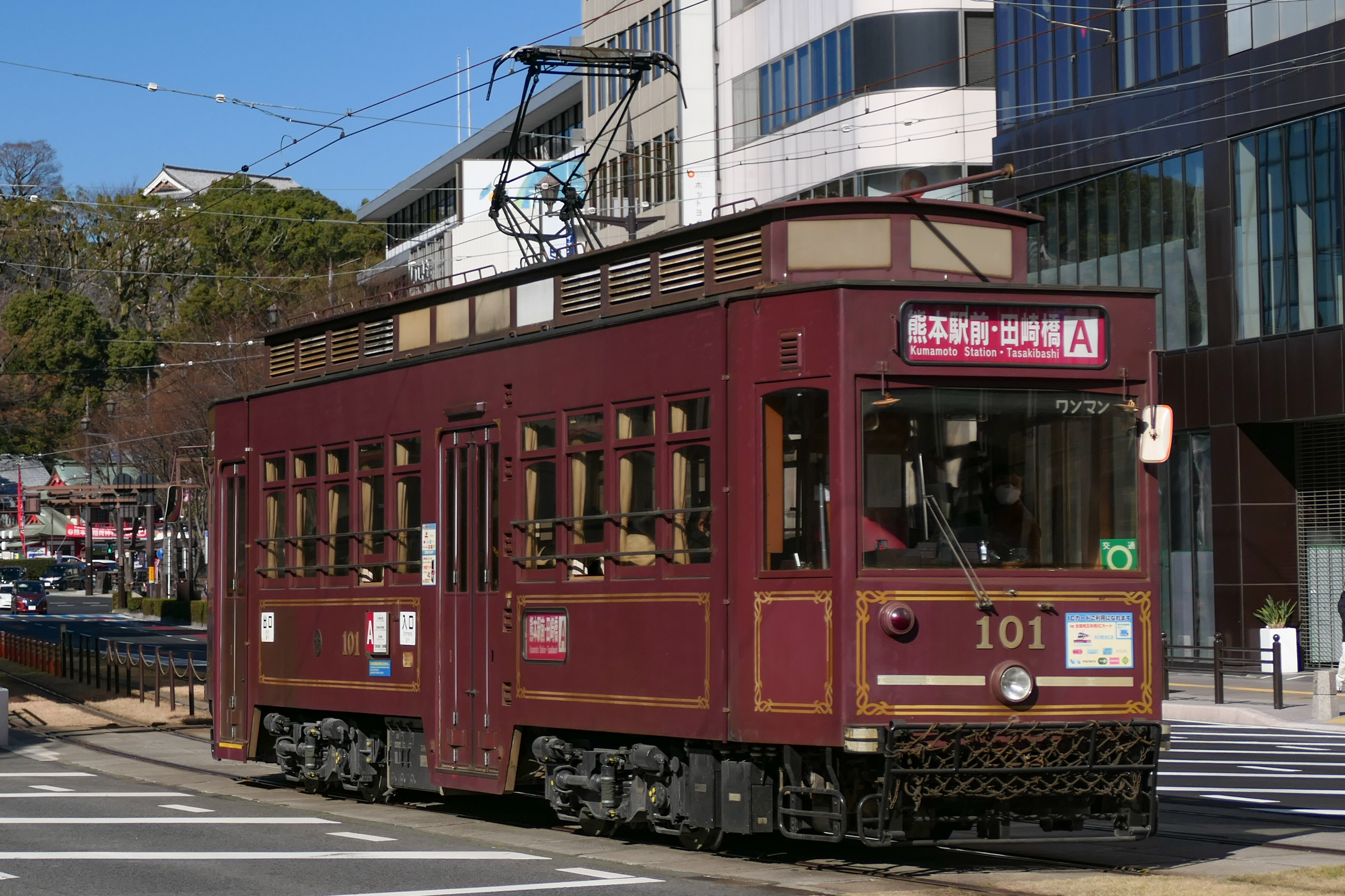
レトロ調電車101号（2022年）

## 備考
レトロ調電車に付けられている「101」という番号は、熊本市電においては過去に2つの車両がつけていた。初代のものは昭和初期に2両在籍した散水車のうちの1両である。2代目のものは1957年（昭和32年）に交通局が作成した川尻線用資材運搬車で、同線の廃止まで使用されていた。